# AGM-86 ALCM
Tên lửa AGM-86B và AGM-86C ALCM Boeing (ALCM: air-launched cruise missile) là tên lửa hành trình tốc độ dưới âm phóng từ không trung dùng cho Không quân Hoa Kỳ. Các tên lửa AGM-86 ALCM được phát triển để tăng hiệu quả và sự sống sót của máy bay ném bom Boeing B-52H. Chúng làm giảm sức mạnh của đối phương hoàn toàn bảo vệ được khu vực của nó.

## Đặc tính
Tên lửa AGM-86B/C là loại tên lửa nhỏ, có cánh được đẩy bởi một động cơ phản lực cánh quạt Williams F107, động có này đẩy tên lửa chuyển động ở tốc độ dưới âm có thể được phóng cả ở dộ cao lớn và độ cao nhỏ. Sau khi phóng, các cánh gập, bề mặt đuôi mới được triển khai. Loại tên lửa hạt nhân AGM-86B, sau khi phóng có thể bay theo các quỹ đạo đến một mục tiêu do việc sử dụng hệ thống dẫn hướng đánh dấu địa hình theo tỷ lệ tương ứng (TERCOM). Những loại AGM-86C thông thường sử dụng Hệ thống định vị vệ tinh toàn cầu (GPS) kết hợp với hệ thống dẫn hướng quán tính (INS) để bay. Điều đó cho phép tên lửa dẫn nó đến mục tiêu với độ chính xác tuyệt đối.
Các tên lửa AGM-86B/C làm tăng tính linh hoạt trong việc lựa chọn mục tiêu. AGM-86B có thể được phóng từ không trung với số lượng lớn bởi lực lượng ném bom

## Các liên kết ngoài
- Boeing.com
- Designation Systems
- Global Security